# ブルーノ・フェリピ・ソウザ・ダ・シウヴァ
ブルーノ（Bruno）ことブルーノ・フェリピ・ソウザ・ダ・シウヴァ（ポルトガル語: Bruno Felipe Souza da Silva、1994年5月26日 - ）は、ブラジルのサッカー選手。ポジションはFW。

## クラブ歴
2015年にSCアウストリア・ルステナウで選手となった。
2017年にLASKリンツに完全移籍。2018年1月24日に18ヶ月の契約でアトロミトスFCに期限付き移籍した。同年4月29日に移籍後初得点を記録した。完全移籍には25万から30万ユーロほどと見積もられる額が5月15日までに必要であったが、その他方でオリンピアコスFCも獲得に興味を示していた。
2019年6月18日にオリンピアコスが移籍金50万ユーロを支払い3年契約で獲得を発表した。
2021年2月1日にアリス・テッサロニキに2年半契約で完全移籍。同年8月20日にFCシェリフ・ティラスポリに完全移籍した。
2022年6月4日にオモニア・ニコシアに2年契約で移籍した。